# Globivalvulinella
Globivalvulinella es un género de foraminífero bentónico de la familia Plectorecurvoididae, de la superfamilia Recurvoidoidea, del suborden Lituolina y del orden Lituolida. Su especie tipo era Globivalvulinella grossheimi. Su rango cronoestratigráfico abarcaba el Albiense (Cretácico inferior).

## Discusión
Clasificaciones previas incluían Globivalvulinella en la superfamilia Spiroplectamminoidea, así como en el suborden Textulariina del orden Textulariida, o en el orden Lituolida sin diferenciar el suborden Lituolina.

## Clasificación
Globivalvulinella incluía a la siguiente especie:
- Globivalvulinella grossheimi †